# Kościół św. Wawrzyńca w Wilkowie
Kościół św. Wawrzyńca w Wilkowie – zabytkowy, drewniany kościół w Wilkowie.

## Historia
Według przekazów i historycznych źródeł kościelnych świątynia miała istnieć już w roku 1276, inne źródła podają rok 1330. Według jeszcze innych, obecny kościół pochodzi z początku XVI w.
Z zapisu wizytacji bp. Wawrzyńca Goślickiego w Wilkowie, odbytej w 1603 wynika, że w tym czasie istniał już w Wilkowie Pierwszym kościół drewniany, pod wezwaniem św. Wawrzyńca męczennika. Prawdopodobnie ten kościół z XIII w. uległ zniszczeniu – spłonął, bo według niepotwierdzonych informacji, w roku 1618, staraniem Krzysztofa Wilskiego-Ciborowicza, kanonika łuckiego, wzniesiony został w Wilkowie nowy drewniany kościół, który istnieje do dzisiaj.
Przekaz historii kościoła podaje, że ks. kanonik K. Wilski-Ciborowicz w 1618 r. nabył od Seweryna Wilkowskiego część dóbr m. Wilków i przekazał je probostwu wilkowskiemu. Jest bardzo prawdopodobne, że autor akt konsystorskich połączył fakt fundacji plebańskiej z jednoczesną fundacją kościoła. Wniosek taki uprawdopodabnia też testament Wiktoryna Wilskiego, w latach 1669–1699, proboszcza wilkowskiego.
W pierwszych latach XIX w. kościół nie był użytkowany z powodu znacznego zniszczenia. Został  odnowiony  w roku 1880. W latach 1985–1991 przeprowadzono remont generalny kościoła, wraz z jego wyposażeniem i rozbudową placu kościelnego, przez ówczesnego proboszcza, księdza kanonika Mariana Panka.

## Architektura

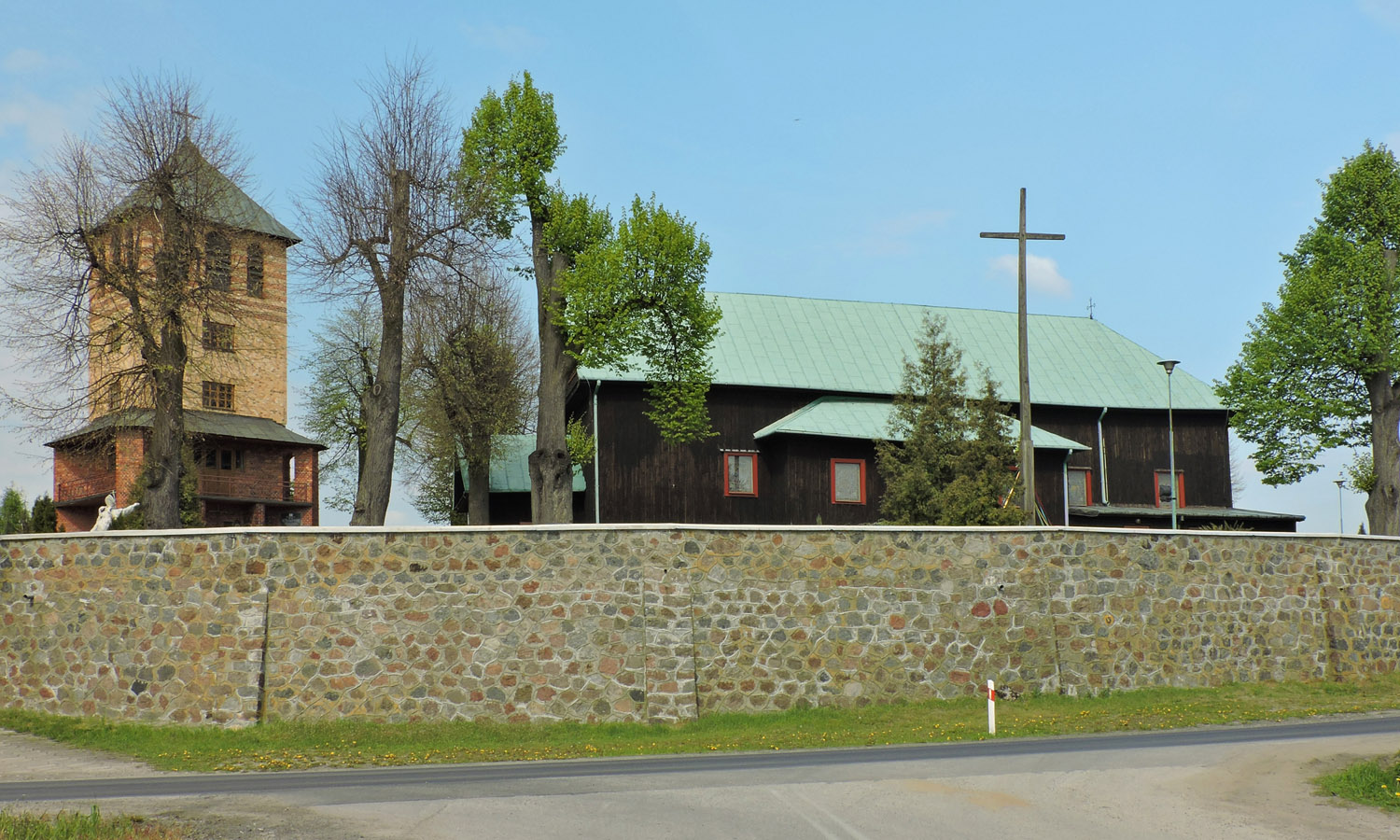
Wilków, kompleks kościelny

Trójnawowy kościół, o konstrukcji zrębowej zbudowany został na planie prostokąta z drewna modrzewiowego. Prezbiterium wybudowano tej samej szerokości jak nawa główna, z dwiema bocznymi zakrystiami (w latach 1985–1991 dobudowano trzecią). Kruchta umiejscowiona została od frontu nawy głównej. Dach jednokalenicowy, dwuspadowy, obecnie kryty blachą, z małą, czworoboczną wieżyczką w części frontowej nawy głównej, pokrytą blaszanym daszkiem namiotowym, zwieńczoną krzyżem katolickim osadzonym na tarczy półksiężyca z gwiazdą.
Wnętrze kościoła zostało podzielone na trzy części, dwoma rzędami kolumn toskańskich. W prezbiterium i nawie głównej wykonano sklepienia kolebkowe, w nawach bocznych płaskie. Chór muzyczny został wsparty na dwóch słupach. Wnętrze kościoła pokryto barwną polichromią z elementami orłów w herbach wykonaną podczas konserwacji kościoła w 1950.

## Wyposażenie
Na wyposażenie kościoła składają się: ołtarz główny, późnoklasycystyczny, z ok. 1860, późnorenesansowy ołtarz boczny, oraz barokowa chrzcielnica w kształcie anioła wspierającego misę chrzcielną z przełomu XVII i XVIII w.
Poprzednia dzwonnica drewniana została zastąpiona dzwonnicą murowaną, trzy dzwonową, zbudowaną w latach 1985–1991 na planie kwadratu i zwieńczoną blaszanym dachem namiotowym.